# Anklesvar
Anklesvar è una suddivisione dell'India, classificata come municipality, di 67.952 abitanti, situata nel distretto di Bharuch, nello stato federato del Gujarat. In base al numero di abitanti la città rientra nella classe II (da 50.000 a 99.999 persone).

## Geografia fisica
La città è situata a 21° 36' 0 N e 73° 0' 0 E e ha un'altitudine di 12 m s.l.m..

## Società

### Evoluzione demografica
Al censimento del 2001 la popolazione di Anklesvar assommava a 67.952 persone, delle quali 35.874 maschi e 32.078 femmine. I bambini di età inferiore o uguale ai sei anni assommavano a 8.537, dei quali 4.631 maschi e 3.906 femmine. Infine, coloro che erano in grado di saper almeno leggere e scrivere erano 51.483, dei quali 28.643 maschi e 22.840 femmine.